# Fosă naviculară a vestibulului vaginal
Fosă naviculară a vestibulului vaginal este o o adâncitură superficială situată în partea posterioară a vestibulului vaginal, între orificiul vaginal (himen sau caruncule himenale) și frâul labiilor mici sau comisura posterioară a labiilor mari.

## Galerie

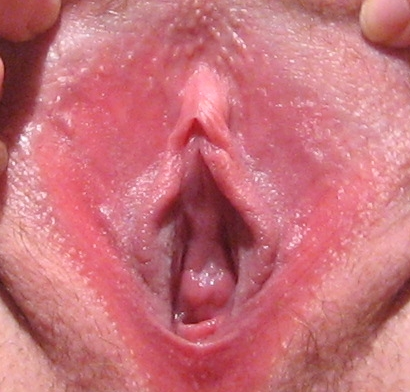
Vestibul vaginal